# Modrý leopard
Modrý leopard (1961) je dobrodružný román pro mládež s detektivní zápletkou českého spisovatele Mirko Paška popisující podvody západoněmeckého týmu na mezinárodním šestidenní motocyklové soutěži v Krkonoších, které pomůže odhalit dětský pionýrský kolektiv. Z autorových knih se sociálními motivy se toto dílo jeví jako největší úlitba tehdejšímu komunistickému režimu.

## Obsah románu
Dětský pionýrský kolektiv, dva chlapci a děvče, prožívají přípravy na mezinárodním šestidenní motocyklový závod, který se koná Krkonoších. Když závod začne, stanou se na trati svědky podivné příhody, které chtějí přijít na kloub, a pomohou tak odhalit podvodné jednání západoněmeckého týmu. Jde o to, že vedoucí tohoto týmu, fabrikant Leo Pardus, jehož továrna vyrábí modré motocykly značky Leopard, donutí svého zaměstnance, chudého poctivého jezdce Wolfganga Schulzeho, aby bez ohledu na své vlastní umístění ve Stříbrné váze podporoval na trati svého kolegu Rennera z Trophy Teamu a v případě potřeby mu předal dokonce i svůj stroj. Pardusovi jde totiž o to, aby západoněmecký Trophy team zvítězil, což by pomohlo propagaci jeho výrobků.
Schulze, který byl před tím, než získal místo v Pardusově továrně, po dlouho dobu nezaměstnaný, se bojí vzepřít, protože mu hrozí propuštění. Namítá pouze, že stroje jsou zaplombované, ale na to mu Pardus oznámí, že plomb bude tolik, kolik bude potřeba. Je zřejmé, že podplatil někoho z československých pořadatelů.
Nakonec ve Schulzovi zvítězí sportovní čest, obrátí se na pořadatele a přizná se. Poté emigruje do Německé demokratické republiky, kde snadno najde zaměstnání.